# Uruguays ambassad i Stockholm
Uruguays ambassad i Stockholm är Uruguays diplomatiska representation i Sverige. Ambassadör sedan 2022 är Federico Perazza. Ambassaden är belägen på Kommendörsgatan 35.

## Beskickningschefer
| Namn                                | Period             | Funktion                                                  | Anmärkning                                                          |
| ----------------------------------- | ------------------ | --------------------------------------------------------- | ------------------------------------------------------------------- |
| Federico Möller de Berg             | 1906–tidigast 1908 | Tf. Chargé d’affaires                                     |                                                                     |
| Federico R. Vidiella                | 1909–1920          | Envoyé                                                    | Ackrediterad 16 november 1909. 1915 angiven som boende i London.    |
| Dr Federico Susviela Guarch         | 1920–1924          | Envoyé                                                    | 1924 angiven som boende i Berlin och ”ännu icke ackrediterad”.      |
| Dr Alfredo de Castro                | 1924–1925          | Chargé d’affaires                                         | Ackrediterad 22 april 1924. 1925 angiven som boende i Köpenhamn.    |
| Ingen beskickning                   | 1925–1936          |                                                           |                                                                     |
| Eduardo Daniel de Arteaga           | 1936–1940          | Chargé d'affaires p. i.                                   | Ackrediterad 17 december 1936. 1939 angiven som boende i Köpenhamn. |
| Vakant                              | 1940–1942          | Chargé d'affaires p. i.                                   |                                                                     |
| Ingen beskickning                   | 1942–1946          |                                                           |                                                                     |
| Eduardo Daniel de Arteaga           | 1946–1950          | Chargé d'affaires; envoyé fr. 1947                        | Ackrediterad 22 augusti 1946; som envoyé 18 april 1947              |
| Ramón Piríz Coelho                  | 1950–1955          | Envoyé                                                    | Ackrediterad 27 oktober 1950                                        |
| Juan Felipe Yriart                  | 1955–1960          | Envoyé                                                    | Ackrediterad 26 februari 1955                                       |
| Federico Grünwaldt Cuestas          | 1960               | Envoyé; ambassadör fr. 1961                               | Ackrediterad 22 mars 1960; som ambassadör 16 september 1961         |
| Jorge Justo Boero Brian             | tidigast 1963–1969 | Ambassadråd o. tf. chargé d’affaires; ambassadör fr. 1965 | Ackrediterad 7 december 1965                                        |
| Dr Mateo J. Magariños de Mello      | 1969–1972          | Ambassadör                                                | Ackrediterad 25 mars 1969                                           |
| Carlos Masanés                      | 1972–1975          | Ambassadör                                                | Ackrediterad 1 november 1972                                        |
| Marta Blanco Acevedo                | 1975–1978          | Ministerråd o. tf. Chargé d’affaires                      |                                                                     |
| Elbio Quintana Solari               | 1978–1980          | Ambassadör                                                | Ackrediterad 11 maj 1978                                            |
| Pedro Martín Mo Amaro               | 1980–1984          | Förste ambassadsekreterare o. tf. Chargé d’affaires       | Ackrediterad 26 november 1980                                       |
| José Maria Alzamora da Camara Canto | 1984–1986          | Ministerråd o. tf. Chargé d’affaires                      | Ackrediterad 5 juli 1984                                            |
| Pedro Vidal Salaberry               | 1986–1991          | Ambassadör                                                | Ackrediterad 6 mars 1986                                            |
| Rodolfo Olavarría                   | 1991–1996          | Ambassadör                                                | Ackrediterad 26 september 1991                                      |
| Alfredo Cazes                       | 1996–2002          | Ambassadör                                                | Ackrediterad 7 november 1996                                        |
| Julio Moreira Morán                 | 2002–2007          | Ambassadör                                                | Ackrediterad 30 maj 2002                                            |
| Mercedes Corominas Galloso          | 2007–              | Ambassadör                                                | Ackrediterad 20 juli 2007                                           |
| Manuel Vieira Merola                | 2008–senast 2011   | Ambassadör                                                | Ackrediterad 8 oktober 2008                                         |
| Zulma Guelman Guigou                | 2011–2016          | Ambassadör                                                |                                                                     |
| Santiago Wins                       | 2016–2022          | Ambassadör                                                | Ackrediterad 13 januari 2016                                        |
| Federico Perazza                    | 2022-              | Ambassadör                                                | Ackrediterad 17 februari 2022                                       |